# أنا وأربع بنات (مسلسل)
أنا وأربع بنات مسلسل تلفزيوني درامي اجتماعي سوري من إنتاج عام 2005. تأليف وسيناريو وحوار محمود الجعفوري ومن إنتاج شركة الشام الدولية للإنتاج الفني والتليفزيوني، ومن إخراج رضوان شاهين.

## القصة
يتناول مسلسل في قالب من الدراما الاجتماعية، قصة الأب «لطفي الكعيان» الذي توفيت زوجته وتركت له أربع بنات هن ليلى وريهام وإلهام وخنساء، ليقوم الأب على تربيتهن والاهتمام بهن وليكون لهن الأب والأم والصديق في الوقت ذاته. خلال أحداث حلقات المسلسل، تقع كل من البنات الأربع في مشاكل في حياتها الاجتماعية والعاطفية ليقف الأب في طريق أحلام بناته في اختيار شركاء حياتهن، ولكن من خلال الصدامات التي تقع بين الأب وبناته الأربع يقرر الأب أن يمنح بناته حرية الاختيار ليقوم ببعض التغييرات في شخصيته وفي علاقاته ببناته الأربع، فبينما تعاني ليلى من تسلطها على زوجها وقوة شخصيتها إلى حد لا يليق بأنثى، تعاني خنساء من السطحية والسذاجة التي تصل بها إلى أن تطلب هي الزواج بمن تحب، أما ريهام طالبة الثانوية العامة فتقع في حب مدرسها الذي يريد أن يتخلص من زوجته المعاقة والذي تسبب هو بنفسه في إصابتها، أما إلهام فهي تعاني من مشاعرها التي تتأرجح بين حبيبين لا تستطيع أن تحدد أيهما تكمل معه حياتها.

## البطولة
- أيمن زيدان (لطفي الكعيان)
- سامية الجزائري
- عبد الرحمن آل رشي (أبو لطفي الكعيان)
- لورا أبو أسعد
- أناهيد فياض
- رغداء شعراني
- سوسن أرشيد
- محمد حداقي
- نضال سيجري
- علاء قاسم
- محمد خاوندي